# Podtabor, Ilirska Bistrica
Podtabor este o localitate din comuna Ilirska Bistrica, Slovenia, cu o populație de 37 de locuitori.